# Víctor Moreno
Pour les articles homonymes, voir Moreno.
Moreno  Sevilla est un nom espagnol. Le premier nom de famille, en général paternel, est Moreno ; le second, en général maternel, souvent omis, est Sevilla.
Víctor Cecilio Moreno Sevilla (né le 15 juin 1985) est un coureur cycliste vénézuélien. Il  participe à des compétitions sur route et sur piste.

## Palmarès sur route

### Par années
- 2006
  -  Champion du Venezuela du contre-la-montre espoirs
- 2007
  - 12e étape du Tour du Venezuela
  - 3e de la Classique de l'anniversaire de la fédération vénézuélienne de cyclisme
- 2008
  - 4e étape du Tour du Trujillo
  - 2e du championnat du Venezuela du contre-la-montre
  - 2e du Tour du Zulia
- 2009
  - 2e du championnat du Venezuela du contre-la-montre
- 2013
  - 4e étape du Tour du Venezuela

### Classements mondiaux
| Année            | 2006 | 2007 | 2008 | 2009 | 2010 | 2011 | 2012 | 2013 | 2014 | 2015 |
| ---------------- | ---- | ---- | ---- | ---- | ---- | ---- | ---- | ---- | ---- | ---- |
| UCI America Tour | 64e  | 113e | 204e | 216e |      |      |      | 254e |      | 271e |

## Palmarès sur piste

### Championnats panaméricains
- Aguascalientes 2014
  -  Médaillé de bronze de la poursuite individuelle
  -  Médaillé de bronze de la poursuite par équipes

### Jeux sud-américains
- Santiago 2014
  -  Médaillé de bronze de la poursuite par équipes

### Jeux d'Amérique centrale et des Caraïbes
- Veracruz 2014
  -  Médaillé de bronze de la poursuite individuelle
  -  Médaillé de bronze de la poursuite par équipes
  -  Médaillé de bronze de la course aux points

### Jeux bolivariens
- Santa Marta 2017
  -  Médaillé de bronze de la poursuite par équipes

### Championnats nationaux
- 2013
  -  Champion du Venezuela de poursuite individuelle
- 2014
  -  Champion du Venezuela de poursuite individuelle
  -  Champion du Venezuela de poursuite par équipes (avec Manuel Briceño, Máximo Rojas et Randall Figueroa)